# Kadidiatou Diani
Kadidiatou Diani (Ivry-sur-Seine, 1 de abril de 1995) é uma futebolista profissional francesa que atua como atacante.

## Carreira
Kadidiatou Diani fez parte do elenco da Seleção Francesa de Futebol Feminino, nas Olimpíadas de 2016.
Foi titular na Copa do Mundo de Futebol Feminino de 2019, sediada em seu país, e teve atuação decisiva no jogo contra a Seleção Brasileira de Futebol Feminino nas oitavas-de-final.

## Títulos

### Artilharias
- Chuteira de Prata da Copa do Mundo de Futebol Feminino de 2023 (4 gols)